# Aeroportul Regional Norfolk
Aeroportul Regional Norfolk (IATA: OFK, ICAO: KOFK, FAA LID: OFK) este un aeroport din Nebraska, Statele Unite ale Americii ce deservește zona Norfolk⁠(d). Aeroportul a fost tranzitat în 2017 de 8 pasageri. A fost numit după zona deservită.
Situat la o altitudine de 479 m, aeroportul dispune de 2 piste.

## Infrastructură

### Piste
Aeroportul dispune de 2 piste. Pista 01/19 are suprafața de asfalt și dimensiunile 5.800 picioare × 100 picioare. Pista 14/32 are suprafața de asfalt și dimensiunile 5.800 picioare × 100 picioare. 